# Corip
Flavi Cresconi Corip (llatí: Flavius Cresconius Corippus; fl. segle vi) fou un poeta èpic i panegirista en llengua llatina de l'Imperi Romà d'Orient. Era d'origen africà, però va escriure almenys part de la seva obra a Constantinoble.
La seva obra més rellevant, Johannis (c. 550), és un poema èpic en vuit llibres que tracta la campanya a Mauretània del general romà d'Orient Joan Troglita, gesta de la qual és la sola font coneguda. Es tracta d'una obra que mostra l'arrelament de la tradició clàssica a l'Àfrica i la continuïtat de la revifalla poètica que tingué lloc ja durant el període vàndal.
In laudem Justini, la seva altra obra més rellevant, és un panegíric en quatre llibres que lloen Justí II, el successor de Justinià. L'escrigué una vegada ja instal·lat a Constantinoble per guanyar-se el favor de l'emperador. Historiogràficament té l'interés d'algunes informacions entorn de la mort de Justinià i la seva successió.